# Museu da Nova Zelândia Te Papa Tongarewa
O Museu da Nova Zelândia Te Papa Tongarewa (também conhecido por Te Papa e Our Place (Nosso Lugar)) é o museu nacional da Nova Zelândia. Situa-se em Wellington. O nome do museu, "Te Papa Tongarewa", pode ser traduzido como "o lugar dos tesouros desta terra".
O museu tem colecções de história, história natural (incluindo colecções de arqueozoologia, plantas, pássaros e outros vertebrados terrestres, mamíferos marítimos, insectos, aranhas e semelhantes, para além de peixes, moluscos, crustáceos e outros invertebrados marinhos), colecções sobre cultura (incluindo colecções de culturas pacíficas, tesouros culturais Māori, fotografia, arte e cultura visual), para além de uma biblioteca e dos arquivos (separados em duas categorias: os arquivos do museu e os arquivos colectados).

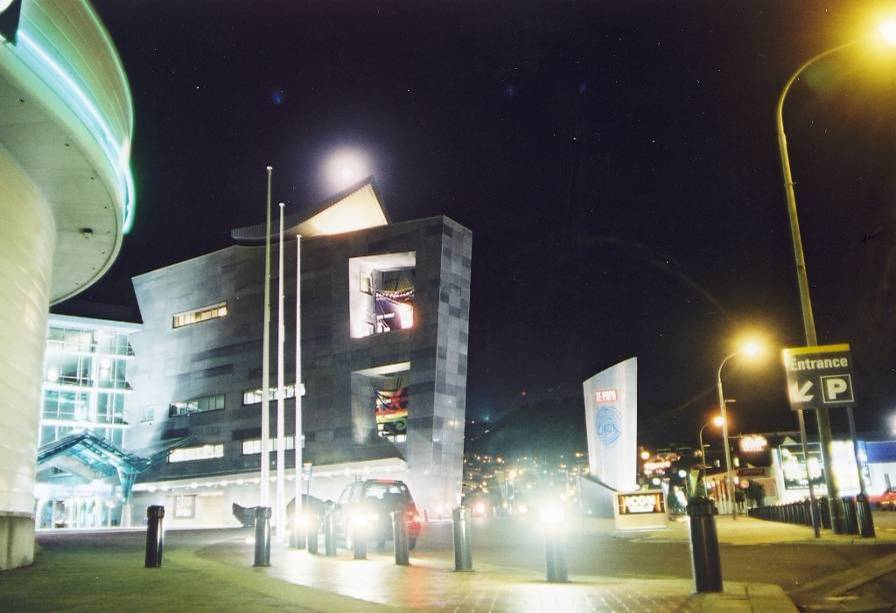
O museu à noite.

## História
O Te Papa foi estabelecido em 1992, mas a abertura oficial do museu só teve lugar a 14 de Fevereiro de 1998, numa cerimónia levada a cabo por Sir Peter Blake, pela primeira-ministra Jenny Shipley, e por duas crianças. O primeiro director do museu foi Cheryll Sotheran.
O museu recebeu 1 milhão de visitas nos primeiros cinco meses de operação e entre 1 e 1.3 milhões de visitas em cada ano subsequente. Em 2004, mais espaço foi reservado para expor a colecção de arte da Nova Zelândia, numa exposição a longo-termo chamada Toi Te Papa: Arte da Nação.
Gaylene Preston e Anna Cottrell documentaram o desenvolvimento do Te Papa no seu filme Getting to Our Place.